# Andrea Mastrillo
Andrea Mastrillo (1563–1624) foi um prelado católico romano que serviu como arcebispo de Messina (1618–1624).

## Biografia
Andrea Mastrilo nasceu em Palermo, na Itália, em 1563. No dia 16 de maio de 1618, foi nomeado durante o papado de Paulo V como Arcebispo de Messina. A 20 de maio de 1618, foi consagrado bispo por Giovanni Garzia Mellini, Cardeal-Sacerdote de Santi Quattro Coronati, com Paolo De Curtis, Bispo Emérito de Isernia, e Giovanni Battista Lancellotti, Bispo de Nola, servindo como co-consagradores. Serviu como arcebispo de Messina até à sua morte em 1624. Enquanto bispo, foi o principal co-consagrador de Fabrizio Antinori, arcebispo de Acerenza e Matera (1622).